# Constantin Coandă
Constantin Coandă (n. 4 martie 1857, Craiova – d. 30 septembrie 1932, București) a fost un general român, fost profesor de matematici la Școala națională de poduri și șosele din București și, pentru o scurtă perioadă (24 octombrie - 29 noiembrie 1918), cel de-al 26-lea  președinte al Consiliului de Miniștri și ministru de externe al României.
Fiu al lui Mihalache Coandă și al Theodorei Coandă (născută Theodoris), fiica unui armator grec care făcea comerț pe Dunăre, spre Calafat, Constantin Coandă era fratele amiralului Ion Coandă. Printre cei 7 copii ai săi (5 băieți și 2 fete) s-a numărat și celebrul Henri Coandă. Constantin a fost primul fiu al familiei, fiind urmat de Ion, Petre, Zoe, Alina și Aneta.
A fost secretar general al Ministerului Apărării (1902-1904).
În atentatul din Senatul României, din 8 decembrie 1920, pus la cale de către un grup terorist de extremă stângă, Constantin Coandă, președintele în funcțiune al Senatului, a fost rănit.

## Funcții militare
- comandant de pluton în Regimentul 1 artilerie (1877-1883)
- funcții în învățământul militar la Școala de ofițeri de artilerie, geniu și marină București și la Școala Superioară de Război
- funcții de comandă și de stat major
- comandant al Regimentului 2 artilerie
- comandant al Corpului 5 armată
- secretar general al Ministerului de Război
- comandant al Cetății București
- atașat militar la Berlin, Viena și Paris
- director al Direcției artilerie din Ministerul de Război
- șef secție în Marele Stat Major
- inspector general al artileriei

## Alte funcții
- profesor la Școala de poduri și șosele București
- delegat la Conferința Internațională de la Haga
- atașat militar și diplomatic pe lângă Cartierul țarului Nicolae al II-lea (1916-1918)
- ministrul industriei (20 martie-14 iulie 1926)
- ministru secretar de stat (10 august 1926-4 iunie 1927)

## Scrieri
- Curs de Artilerie - (1884-1885)
- Projectile și Focoase - (1884).